# Winterkrieg (Film)
Winterkrieg (Originaltitel: Talvisota) ist ein finnischer Film aus dem Jahr 1989 über eine Kompanie des finnischen Infanterieregiments JR23 im Winterkrieg vom 30. November 1939 bis zum 13. März 1940. Der Film, eine Adaption des gleichnamigen Romans von Antti Tuuri, kam zum 50. Jahrestag des Beginns der Kampfhandlungen in die finnischen Kinos. Auf Deutsch erschien der Film erstmals im November 2015 auf DVD und Blu-ray.

## Inhalt
Der Film beschäftigt sich mit dem finnischen Infanterieregiment JR23, das aus Männern aus Südösterbotten bestand, vor allem aber einer Kolonne Reservisten aus Kauhava. Regisseur Pekka Parikka stellte das Schicksal der kämpfenden Truppe in den Mittelpunkt. Hauptakteure sind die beiden Brüder Martti und Paavo Hakala aus der finnischen Stadt Kauhava.

## Produktion und Veröffentlichung
Der 199 Minuten lange von National Filmi Oy produzierte Film war bis zum Erscheinen des Films Dark Floors im Jahr 2008 der bis dato teuerste finnische Film. Die Musik komponierten Jukka Haavisto und Juha Tikka, und für den Schnitt war Keijo Virtanen verantwortlich. 
Zur Premiere in Finnland am 30. November 1989 kam der Film auch in Schweden in die Kinos. Er ist auch auf Videokassette und DVD erschienen, unter anderem auch in Estland und Frankreich.
In Deutschland erschien die weltweit erste Veröffentlichung, basierend auf einer neuen 4K-Abtastung am 6. November 2015 auf DVD und Blu-ray mit der Kinofassung. Zusätzlich erschien eine weitere Blu-ray mit der Langfassung. Beide Fassungen enthalten erstmals deutschen Ton, welcher extra für diese Veröffentlichungen synchronisiert wurde.

## Auszeichnungen
1990 wurde der Film bei der Berlinale 1990 für den Goldenen Bären nominiert. Bei der Verleihung des finnischen Filmpreises Jussi gewann Talvisota 1990 Auszeichnungen unter anderem für den besten Schauspieler (Taneli Mäkelä), die beste Regie (Pekka Parikka), die beste Musik (Juha Tikka) sowie den besten Nebendarsteller (Vesa Vierikko). Ebenfalls 1990 gab es beim Nordischen Filmfestival in Rouen eine Auszeichnung in der Kategorie Bester Schauspieler.

## Fernsehserie
Der Originalfilm wurde für das finnische Fernsehen zu einer fünfteiligen Miniserie umgeschnitten, die 1991 erstmals ausgestrahlt wurde. Die Serie wurde mit einer Stunde zusätzlicher Szenen ergänzt, die nach der Kinoveröffentlichung von Pekka Parikka nachgedreht wurden.